# 的川泰宣
的川 泰宣（まとがわ やすのり、1942年2月23日 – ）は、日本の宇宙工学者、工学博士である。専門は、軌道工学、システム工学。

## 出自
広島県呉市生まれ。戦艦大和が建造中の呉海軍工廠が一望できる高台が遊び場だった。呉市立荒神町小学校、呉市立二河中学校、広島大学附属高等学校を経て東京大学に進学する。1965年に東京大学工学部航空学科宇宙工学コースを第一期生として卒業し、東京大学大学院工学研究科航空学専攻に進学する。大学院の最後の年には、日本初の人工衛星「おおすみ」の打上げに貢献。的川は糸川英夫の最後の弟子である。1970年東京大学大学院工学研究科航空学専攻博士課程を修了し、東京大学宇宙航空研究所に入所。組織替えとともに1981年文部省宇宙科学研究所（ISAS）に移り、助教授を経て教授に就任。

## 業績
この間、ミュー（Μ）ロケットの改良、数々の科学衛星の誕生に活躍し、1980年代、日本初の地球脱出ミッションであるハレー彗星探査計画では、中心的なメンバーとして力を尽くしたのをはじめ、探査機の飛行計画の策定、大型ロケットの設計に一貫して活躍した。また漁業関係者との交渉など広く対外折衝に関わってきたことでも有名である。宇宙科学研究所対外協力室長、鹿児島宇宙空間観測所長、日本航空宇宙学会長、第25回宇宙技術と科学の国際シンポジウム（ISTS）組織委員長、国際宇宙大学（ISU）理事、国際宇宙航行連盟（IAF）副会長等を歴任。2003年宇宙航空研究開発機構（JAXA）発足とともに、JAXA教育・広報統括執行役となり、JAXA宇宙科学研究本部対外協力室長・教授を兼ねた。2005年5月にはJAXA宇宙教育センターを先導して設立し、初代センター長を務めた。JAXA宇宙教育センターは、各地の学校教育・社会教育の現場と連携した大規模な活動を展開している。2007年度（平成19年度）神奈川文化賞（科学技術部門）、2010年度（平成22年度）南日本文化賞（科学技術部門）を受賞。
2021年12月現在、JAXA名誉教授、JAXA教育・広報アドバイザー、横浜こども科学館（はまぎん こども宇宙科学館）館長、日本学術会議連携会員、米国惑星協会（TPS）評議員、日本宇宙フォーラム顧問、横浜サイエンスフロンティア高校（YSF)科学顧問などの職にある。
火星探査機のぞみの「あなたの名前を火星へ」キャンペーン、小惑星探査機はやぶさの「星の王子さまに会いに行きませんか」キャンペーン、月周回衛星かぐやの「月に願いを」キャンペーンは的川の発案で、それぞれ27万人、88万人、41万人の名前が寄せられた。
TBSラジオの「全国こども電話相談室」、NHKテレビの「科学大好き土よう塾」、「クローズアップ現代」、「視点・論点」を含むテレビ、ラジオ、新聞にたびたび登場し、宇宙関連のトピックスについて解説を行っている。毎日小学生新聞に「銀河教室」（水曜日）という週刊の連載を持っている。
小惑星探査機「はやぶさ」の地球帰還の快挙の際に3本の映画が制作された。「はやぶさ／HAYABUSA」（20世紀フォックス：2011）で西田敏行、「はやぶさ はるかなる帰還」（東映：2012）で藤辰也、「おかえり はやぶさ」（松竹：2012）で中村梅雀が、それぞれJAXA対外協力室長として的川泰宣の役を演じた。なお「はやぶさ」については、キングレコードから2012年に的川泰宣作詞の「未来（ゆめ）をのせて」（作曲：服部克久、歌唱：雨谷麻世）が発売され、カラオケにも入っている。

## 人物
本職の宇宙工学以外でも、東大時代は軟式テニス部の選手として活動した。東大ソフトテニス史上最強の後衛と謳われ、大学4年間で関東リーグ36勝4敗（勝率9割）、第3学年秋のシーズンに東京六大学リーグ戦全勝の記録を持つ。
業務とは別に、現在、呉市にある大和ミュージアム（呉市海事歴史科学館）名誉館長である。
なお、小惑星6526に「Matogawa」の名が、的川泰宣に因んでつけられた。小惑星帯にある小惑星で、北海道の円舘金と渡辺和郎が発見した。

### （単著）
- 『ハレー彗星の科学 星空のパスワーク』（新潮文庫 1984年）
- 『ハレーに挑む──彗星にかけるロマン』（同文書院 1985年）
- 『ハレーすい星のなぞ』（ポプラ社学習文庫 - 理科・地球と宇宙 1986年）
- 『人工の星・宇宙の実験室』（岩崎書店 ぼくらの天文・気象・地球 1986年）
- 『宇宙へのはるかな旅』（大月書店 科学全書 1989年）
- 『宇宙へのパスポート』（小学館 コスモハンドブック 1990年）
- 『星の王子さま宇宙を行く - 小田稔からのメッセージ』（同文書院 The Prominent Series 1990年）
- 『飛びだせ宇宙へ』（岩波ジュニア新書 1992年）
- 『大人のためのほんとうの宇宙のはなし ビッグバンから人類の未来まで』（PHP研究所 1992年）
- 『宇宙にいちばん近い町 - 内之浦のロケット発射場』（春苑堂出版 かごしま文庫 1994年）
- 『超なるほど宇宙の謎学 - 知ってオドロキ！大宇宙の神秘!!』（日本文芸社 にちぶん文庫 1994年）
- 『ロケットの昨日・今日・明日』（裳華房 ポピュラーサイエンス 1995年）
- 『宇宙は謎がいっぱい - ビッグバンから人類の未来まで』（PHP文庫 1996年）
- 『宇宙なぜなぜ質問箱』（大蔵省印刷局 1996年）
- 『おもしろくてためになる宇宙と地球の雑学事典』（日本実業出版社 1998年）
- 『宇宙の謎を楽しむ本 - ビッグバン特異点から暗黒物質、地球の起源まで』（PHP文庫 1998年）
- 『宇宙科学の愉快な世界 - ロケット博士の「星と宇宙」ちょっとイイ話』（成美堂文庫 1999年）
- 『宇宙で暮らすための69の基礎知識』（大和書房 1999年）
- 『宇宙に取り憑かれた男たち』（講談社プラスアルファ新書 2000年）
- 『月をめざした二人の科学者 - アポロとスプートニクの軌跡』（中公新書 2000年）
- 『宇宙の謎まるわかり』（PHP文庫 2002年）
- 『ロシアの宇宙開発の歴史─栄光と変貌』（東洋書店 ユーラシアブックレット 2002年）
- 『トコトンやさしい宇宙ロケットの本』（日刊工業新聞社 B&Tブックス─今日からモノ知りシリーズ 2002年）
- 『図解 宇宙の謎がみるみるわかる本』PHP研究所（2003年）
- 『やんちゃな独創 - 糸川英夫伝』（日刊工業新聞社 B&Tブックス 2004年）
- 『宇宙からの伝言 - いのちを大切にするということ』（数研出版 Chart Books Special 2004年）
- 『轟きは夢を乗せて - 喜・怒・哀・楽の宇宙日記』（共立出版 2005年）
- 『逆転の翼 -ペンシルロケット物語』（新日本出版社 2005年）
- 『宇宙の旅 太陽系・銀河系をゆく - 宇宙のナゾに挑む近未来物語』（誠文堂新光社 子供の科学サイエンスブックス 2006年）
- 『図解：宇宙と太陽系の不思議を楽しむ本』PHP研究所 2006年）
- 『人類の星の時間を見つめて - 喜・怒・哀・楽の宇宙日記2』（共立出版 2008年）
- 『どうやって、宇宙へいくの？──宇宙のひみつがわかるえほん1』（ポプラ社 2009年）
- 『なぜ、宇宙へいくの？──宇宙のひみつがわかるえほん2』（ポプラ社 2009年）
- 『なぜ、星は光っているの？──宇宙のひみつがわかるえほん3』（ポプラ社 2009）
- 『宇宙人は、ほんとうにいるの？──宇宙のひみつがわかるえほん4』（ポプラ社 2009年）
- 『わたしたちは、星からうまれたの？──宇宙のひみつがわかるえほん5』（ポプラ社 2009年）
- 『宇宙なぜなぜQ&A──宇宙のひみつがわかるえほん6』（ポプラ社 2009年）
- 『小惑星探査機「はやぶさ」の奇跡──挑戦と復活の2592日』（PHP研究所 2010年）
- 『「はやぶさ」物語』（NHK出版生活人新書 2010年）
- 『いのちの絆を宇宙に求めて‐喜・怒・哀・楽の宇宙日記3』（共立出版 2010年）
- 『宇宙ロケットのしくみ』（誠文堂新光社・子供の科学サイエンスブックス 2011年）
- 『宇宙探査がよくわかる』（PHPムックフューチャーサイエンスシリーズ 2011年4月）
- 『こんなにすごかった宇宙ロケットのしくみ』（PHP文庫 2011年8月）
- 『的川博士の銀河教室』（毎日新聞社 2012年）
- 『宇宙兄弟　宇宙の本！──宇宙開発の歴史編』（学研 2012年9月）
- 『この国とこの星と私たち - 喜・怒・哀・楽の宇宙日記4』（共立出版 2012年）
- 『はやぶさを育んだ50年 宇宙に挑んだ人々の物語』宇宙航空研究開発機構編（日経印刷 2012年）
- 『しくみがわかる宇宙ロケット』（誠文堂新光社 2013年）
- 『宇宙のひみつ Q&A』（朝日出版社 2014年）
- 『うちゅうのたび』（サンチャイルドビッグサイエンス）（チャイルド本社　2014年1月）
- 『的川博士が語る宇宙で育む平和な未来　喜・怒・哀・楽の宇宙日記5』（共立出版 2016年）
- 『ニッポン宇宙開発秘史 元祖鳥人間から民間ロケットへ』（NHK出版新書 2017年）
- 『宇宙飛行の父──ツィオルコフスキー』（勉誠出版　2017年11月）
- 『３つのアポロ──月面着陸を実現させた人々』（日刊工業新聞社　2019年6月）

### 共著
- 『宇宙ロケット』（松尾弘毅編、学研学研の図鑑 1981年1月）
- 『翔べ科学衛星「ひのとり」』（平尾邦雄編、三省堂選書 1985年6月）
- 『軟式テニス・上達の科学』（同文書院 1987年9月）
- 『宇宙開発のおはなし』（日本規格協会 おはなし科学・技術シリーズ 1991年）
- 『宇宙』（学研 学研の図鑑 1995年12月）
- 『生きるとき大切なこと』（東洋経済新報社 産経新聞社編 2000年12月）
- 『宇宙はこうして誕生した』（佐藤勝彦編、株式会社ウェッジウェッジ選書 2004年9月）
- 『技術と自然の未来を探る』（新日本出版社 2004年10月）
- 『日本ロケット物語──狼煙から宇宙観光まで』（三田出版会）
- 『宇宙連詩』（JAXA）
- 『ブックガイド<宇宙>を読む』（岩波書店 2008年11月）
- 『図説宇宙工学』（日経印刷 2010年12月）
- 『私たちの「はやぶさ」──その時管制室はどう動いたか』（毎日新聞社 2012年1月）
- 『宇宙の本！──宇宙開発の歴史編』（Gakken Mook)（学研 2012年9月）
- 『思惟する天文学──宇宙の公案を解く』（新日本出版社 2013年7月）
- 『賢者の本』（三五館 2013年12月）
- 『人はなぜ宇宙をめざすのか』（誠文堂新光社 2015年9月）
- 『全地球学1996-2017』（フォーラム「地球学の世紀」22年、ウェッジ 2018年3月）
- 『「はやぶさ2」はるかな旅』（小学館 2021年10月）

### 監修
- 『水ロケットを飛ばそう』（日刊工業新聞社 1996年8月)
- 『宇宙探検』（同朋舎ビジュアル博物館 1998年7月）
- 『スペースガイド(1999)』（丸善 1999年2月）
- 『スペースガイド(2000)』（丸善 2000年3月）
- 『スペースガイド(2001)』（丸善 2001年3月）
- 『スペースガイド(2002)』（丸善 2002年1月）
- 『スペースガイド(2003)』（丸善 2003年3月）
- 『宇宙年鑑 - Spaceguide(2002)』（アストロアーツ アスキームック 2002年1月）
- 『宇宙年鑑 - Spaceguide(2003)』（アストロアーツ アスキームック 2003年3月）
- 『宇宙年鑑 - Spaceguide(2004)』（アストロアーツ アスキームック 2004年4月）
- 『宇宙年鑑 - Spaceguide(2005)』（アストロアーツ アスキームック 2005年3月）
- 『宇宙年鑑 - Spaceguide(2006)』（アストロアーツ アスキームック 2006年4月）
- 『宇宙たんけんたい(1)太陽』（小峰書店 2005年1月）
- 『宇宙たんけんたい(2)月』（小峰書店 2005年1月）
- 『宇宙たんけんたい(3)太陽系の惑星』（小峰書店 2005年2月）
- 『宇宙たんけんたい(4)火星』（小峰書店 2005年2月）
- 『宇宙たんけんたい(5)国際宇宙ステーション』（小峰書店 2005年3月）
- 『宇宙たんけんたい(6)宇宙人っているの？』（小峰書店 2005年3月）
- 『絵でわかる宇宙大地図』（ネコパブリッシング 2005年7月）
- 『ネクストアインシュタイン(1)進化する宇宙大発見』（新日本出版社 ようこそ研究室へ 2006年2月）
- 『ネクストアインシュタイン(2)ぼくらの地球の謎に迫れ』（新日本出版社 ようこそ研究室へ 2006年2月）
- 『ネクストアインシュタイン(3)生物といのちの不思議』（新日本出版社 ようこそ研究室へ 2006年2月）
- 『ネクストアインシュタイン(4)ハイテクノロジーの達人』（新日本出版社 ようこそ研究室へ 2006年2月）
- 『宇宙年鑑 - Spaceguide(2006)』（アストロアーツ アスキームック 2006年4月）
- 『はじめてのうちゅうえほん』（PIE BOOKS 2009年7月）
- 『はやぶさLOVE講座（ロマンアルバム）（2010年12月）
- 『宇宙ビジネス』（アスキーメディアワークス 2011年6月）
- 『宇宙ロケットのしくみ』（PHP文庫 2011年8月）
- 『なぜ？どうして？　宇宙と地球　ふしぎの話』（林公代著、池田書店、2013年7月）
- 『宇宙探査大図鑑』（PHP研究所、2013年8月）
- 『「はやぶさ」がとどけたタイムカプセル』（山下美樹・文、ぶんけい 2011年10月）
- 『ドリーム　NASAを支えた計算手たち』（マーゴット・リーシェタリー著、山北めぐみ訳）（ハーパーコリンズジャパン 2017年8月）
- 『世界でいちばん素敵な科学の教室』（三才ブックス 2019年4月）

### 出演
- 徹底検証！UFO現代考察論（MONDO21）